# Vorschoter

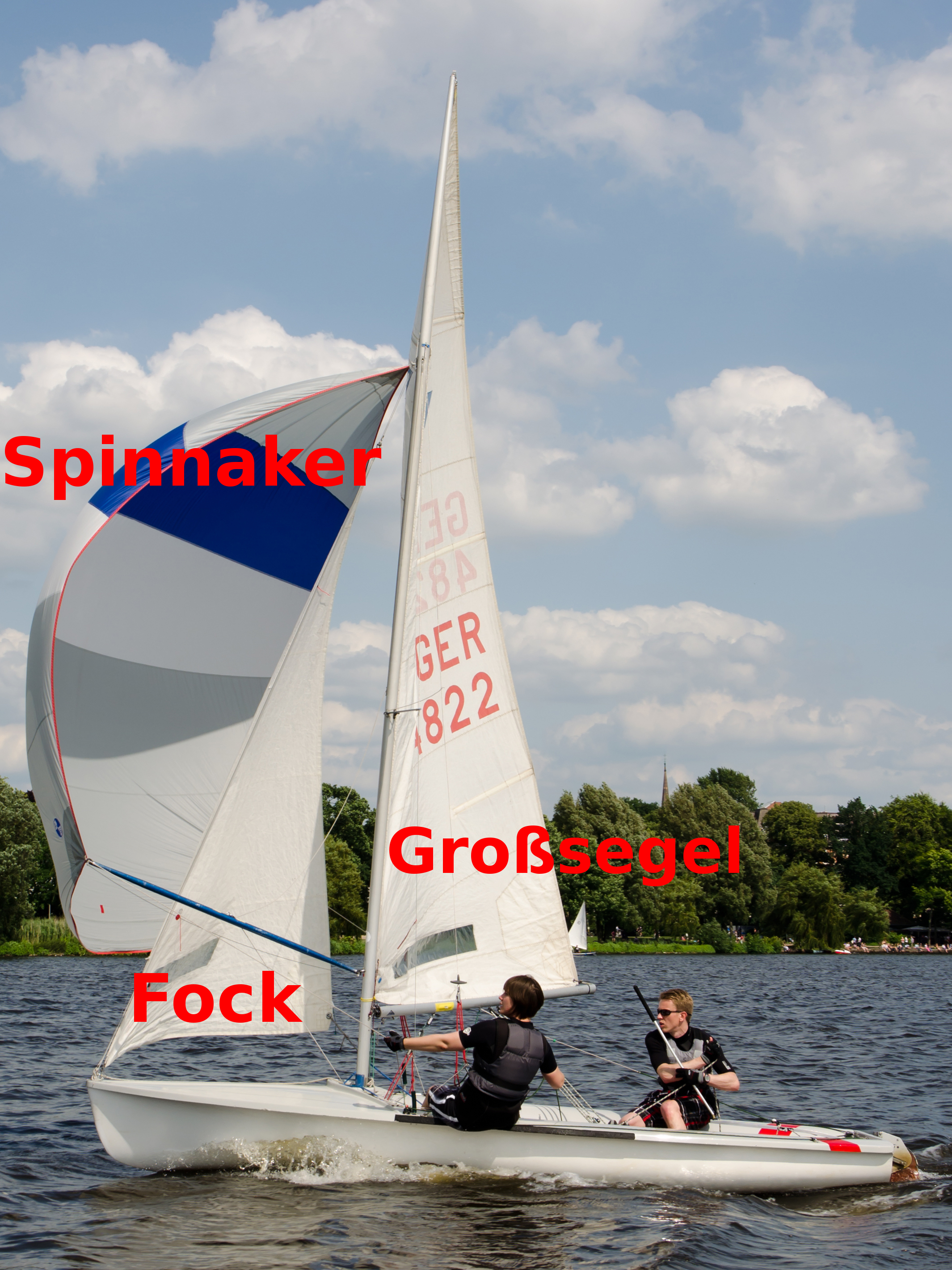
Der Vorschoter (hier mit dem Rücken zum Betrachter) bedient Fock und ggfs. Spinnaker

Als Vorschoter oder Vorschotmann (von Schot des Vorsegels; unter Regattaseglern auch: Schotte) bezeichnet man den Vordermann in einem Segelboot.
Im Gegensatz zum Hintermann (Steuermann oder auch Großschoter), der das Boot steuert, hat der Vorschoter das Vorsegel und den Spinnaker zu setzen, zu bedienen und zu bergen.
Beim sportlichen Segeln kann der Vorschoter durch Gewichtstrimm dafür sorgen, dass das Boot „aufrechter“ und somit schneller segelt. Auch das Trapez, das entlang der Wanten verläuft, dient dem Vorschoter zum „Ausreiten“. Durch sein mit dem Körpergewicht ausgeübtes Kippmoment unterstützt er damit die Balance des Bootes bzw. ermöglicht das Nützen höherer Windkräfte im Segel. Außerdem unterstützt der Vorschoter den Steuermann durch seine in manchen Situationen bessere Sitzposition im Boot bei der Überwachung der Ausweichregeln und bei der Gesamttaktik während einer Segelregatta.
Er bzw. sie wird scherzweise auch „Fockaffe“ genannt, weil er sich meist schnell im Boot bewegen muss, um das Gleichgewicht zu halten oder die Segel zu bedienen.